# Ctenus tumidulus
Ctenus tumidulus là một loài nhện trong họ Ctenidae.
Loài này thuộc chi Ctenus. Ctenus tumidulus được Eugène Simon miêu tả năm 1887.